# Lucienne von Rochefort
Lucienne von Rochefort (französisch Lucienne de Rochefort; * um 1090 bis 1095; † 6. Mai 1137 oder später), auch Luciane von Rochefort, war die erste Frau des späteren französischen Königs Ludwig VI.

## Leben
Lucienne wurde als Tochter Guidos von Rochefort, genannt der Rote, aus dem Haus Montlhéry und dessen zweiter Frau Adelheid von Crécy (französisch Adélaïde de Crécy) geboren. Im Jahr 1104 ernannte der französische König Philipp I. ihren Vater zum Seneschall von Frankreich, und um die guten Beziehung zwischen der Familie und dem Königshaus zu festigen, wurde Guidos noch nicht geschlechtsreife Tochter Lucienne im gleichen Jahr mit den Thronfolger Ludwig VI. verlobt. Die Verbindung blieb jedoch nur drei Jahre bestehen, ohne dass die Ehe vollzogen wurde, wenn man der Vita Ludovici VI. des Abts Suger von Saint-Denis Glauben schenkt. Das Verlöbnis wurde ein Jahr bevor Ludwig den französischen Thron bestieg von Papst Paschalis II. unter dem Vorwand der Blutsehe auf dem Konzil von Troyes am 23. Mai 1107 annulliert, denn Lucienne und Ludwig VI. waren im sechsten kanonischen Grad miteinander verwandt.
Über die Gründe der Annullierung berichtete Suger von Saint-Denis in seiner Vita Ludovici VI., dass Intrigen der mit den Rocheforts rivalisierenden Familie von Garlande dafür verantwortlich gewesen seien. Ebenso ist aber möglich, dass die Auflösung der Verbindung auf Betreiben von Philipps II. zweiter Frau Bertrada von Montfort geschah, weil sie versuchte, den Stand Ludwigs auf jede erdenkliche Art zu schwächen, um ihren eigenen Sohn Philipp von Mantes auf den französischen Thron zu bringen. Guido von Rochefort und sein Sohn Hugo von Crécy verwickelten Ludwig VI. aus Groll über die aufgelöste Verlobung für etwa eineinhalb Jahre in kriegerische Auseinandersetzungen, bei denen sie ein Bündnis mit dem Grafen Theobald IV. von Blois eingingen, doch sie unterlagen dem König schlussendlich.

## Nachkommen
In einigen Publikationen findet sich die Information, dass aus der Verbindung Luciennes mit Ludwig eine Tochter namens Isabelle entstamme. Diese war aber vielmehr eine uneheliche Tochter Ludwigs VI. mit seiner Mätresse Maria von Breuillet (französisch Marie de Breuillet). Sie wurde im Frühjahr 1107 mit Wilhelm von Chaumont (französisch Guillaume de Chaumont) verheiratet.
Nach der Chronik des Ordericus Vitalis heiratete Lucienne in zweiter Ehe Guichard III., sire de Beaujeu, mit dem sie acht Kinder hatte:
- Guichard
- Gauthier
- Baudouin von Beaujeu, jung verstorben
- Etienne, nicht gesichert[5]
- Alix
- Marie
- eine Tochter, ⚭ Guido I., Graf von Lyon Forez
- Humbert III. (* 1120, † um 1192), Herr von Beaujeu